# Anwar El Ghazi
Anwar El Ghazi (Barendrecht, 1995. május 3. –) holland labdarúgó, a PSV Eindhoven játékosa.

## Pályafutása
2025-ben két alkalommal szerepelt a holland válogatottban válogatottban.

## Sikerei, díjai
- az Ajax felfedezettje (2015)